# 三立都會台
三立都會台，為臺灣三立電視旗下頻道之一，以年輕觀眾為目標收視群，1995年9月1日以「三立2台」名義開播。1996年12月4日由「三立CITY都會台」改名為三立都會台。2014年11月1日，啟用高畫質版本「三立都會台HD」。

## 頻道簡介
- 三立都會台於1995年9月1日開播，當時名為三立2台，最初定頻在第24頻道[3]。2005年1月，因行政院新聞局規劃有線電視頻道，定頻在30頻道。頻道代表色塊為粉紅色。
- 2015年2月16日，本頻道畫面比例全面更改為16:9。並陸續在各大數位有線電視系統升級為HD畫質。
- 2015年8月1日，本頻道正式以HD高畫質播出，並更換鏡面和標示HD字樣的台標。（類比訊號原先也有標示HD字樣，但於10月7日取消標示﹚
- 2016年3月10日起，本頻道正式於三立匯流影音平台「Vidol TV」上提供Live聯播服務和官方APP。
- 2018年4月16日，本頻道將所有節目標誌固定方式全新改版播出。
- 2022年12月1日，將所有節目標誌改回原本彩色方式顯示。

## 頻道標誌變遷
- 三立city台

## 節目
- 節目名稱前標有◇者，為完全外購之其他電視台節目

### 已播畢偶像劇
- 薰衣草
- MVP情人
- 海豚灣戀人
- 西街少年
- 雪天使
- 紫禁之巔
- 天國的嫁衣
- 格鬥天王
- 王子變青蛙
- 綠光森林
- 愛情魔髮師
- 微笑Pasta
- 愛情經紀約
- 放羊的星星
- 櫻野三加一
- 鬥牛，要不要
- 命中注定我愛你
- 無敵珊寶妹
- 敗犬女王
- 福氣又安康
- 下一站，幸福
- 偷心大聖PS男
- 鍾無艷
- 國民英雄
- 醉後決定愛上你
- 小資女孩向前衝
- 向前走向愛走
- 螺絲小姐要出嫁
- 金大花的華麗冒險
- 真愛黑白配
- 回到愛以前
- 愛上兩個我
- 再說一次我願意
- 聽見幸福
- 他看她的第2眼
- 愛上哥們
- 後菜鳥的燦爛時代
- 狼王子
- 浮士德的微笑
- 我的愛情不平凡
- 噗通噗通我愛你
- 已讀不回的戀人
- 三明治女孩的逆襲
- 高校英雄傳
- 你有念大學嗎？
- 月村歡迎你
- 網紅的瘋狂世界
- 跟鯊魚接吻
- 浪漫輸給你
- 天巡者
- 戀愛是科學

### 已播畢戲劇
- 波麗士大人
- 比賽開始
- 那一年的幸福時光
- 第二回合我愛你
- 倪亞達
- 犀利人妻
- 勇士們
- 真愛找麻煩
- 愛上巧克力
- 剩女保鏢
- 愛情女僕
- 兩個爸爸
- 幸福選擇題
- 有愛一家人
- 女人30情定水舞間
- 媽咪的男朋友
- 幸福兌換券
- 我的寶貝四千金
- 好想談戀愛
- 軍官·情人
- 戀愛鄰距離
- 大人情歌
- 我的極品男友
- 獨家保鑣
- 只為你停留
- 真情之家
- 必勝大丈夫
- 我的青春沒在怕
- 廢財闖天關
- 三隻小豬的逆襲
- 一個屋簷下
- 門當互懟愛上你
- 鬼之執行長
- 我租了一個情人
- 大紅帽與小野狼
- 我們發財了
- 真愛趁現在
- 美味的想念
- 就是要你愛上我
- 我的自由年代
- 喜歡·一個人
- 22K夢想高飛
- 莫非，這就是愛情
- 料理高校生
- 1989一念間
- 飛魚高校生
- 極品絕配
- 姊的時代
- 一千個晚安
- 用九柑仔店
- ◇俗女養成記
- 未來媽媽
- 親愛壞蛋
- 地獄里長
- 美食無間
- 住左邊住右邊
- ◇第一季、第二季
- 第三季《幸福小套房》
- 第四季《全民拼幸福》
- ◇別再叫我外籍新娘
- 千金百分百
- ◇孽子
- ◇米可，GO！
- ◇大醫院小醫師
- ◇45°C天空下
- ◇孤戀花
- ◇危險心靈
- 大熊醫師家
- 老王同學會
- ◇玻璃鞋
- ◇雨後的幸福（朝鲜语：나쁜 여자들）
- ◇玫瑰戰爭（朝鲜语：장미의 전쟁 (2004년 드라마)）
- ◇夏日香氣
- ◇烈愛無間道
- ◇一起來看流星雨
- ◇乾隆下江南
- ◇把愛搶回來
- PM10-AM03
- 舞吧舞吧在一起
- ◇京華煙雲
- 你好，幸福
- 位！你在等我嗎？

### 綜藝、實境節目
播出中
- 完全娛樂
- 綜藝大熱門
- 型男大主廚
- 綜藝玩很大
- 大學聲
- 胡來旅行社

已停播
- 電視大銀行
- 黃金七秒半
- 王牌大眼睛
- 硬是要鬥牛
- 愛上陶花園
- 封面人物
- 冒險奇兵
- 王牌大賤諜
- 至尊美食王
- 女人好犀利
- 超級接班人
- 超級偶像
- 華流週報
- 國光幫幫忙
- 大嘻哈時代第一季
- 原子少年
- 為你唱情歌第一季
- 全明星運動會
- 滾動的詩
- 紳士任務
- 大嘻哈時代2
- TOP DOG
- 辣個女生
- BIBO 願望合夥人
- 全明星辯論會
- 騎吧！哈林小隊
- 炸裂吧！女孩
- 嗨！營業中第三季
- 上船了各位！
- 艾嘉食堂
- SCOOL
- S+PLUS巔峰舞者
- 我們這一攤第一季、第二季
- 戀愛,重修中

### 旅遊節目（休閒旅遊）
播出中
- 上山下海過一夜（週四）
- 飛吧！玩客（週三）
- 愛玩客（精華版週一）
- 我們回家吧第三季

已停播
- 在中國的故事
- 美食大三通
- 冒險王
- 台灣全記錄
- 世界那麼大
- 玩客瘋德島
- SpeXial 的日本二本松之旅
- 熊嫚日本趴趴GO！
- 勇闖中台灣
- 小姐姐去哪兒第一季、第二季、第三季、第四季
- 原來是匠紫第一季、第二季
- 我們回家吧第二季
- 高雄玩夯局
- 向世界出發（精華版）
- 叫我野孩子第二季
- 天后出發吧
- 瓜田冠軍的誕生
- 回到小學那一天

### 資訊節目
播出中
- 婆媳當家
- 女神在線

已停播
- 學校沒教的事
- 魔法生活王
- 淘氣過生活
- 創意過生活
- Life樂生活
- 超級糾察隊
- 音樂無雙
- 街角遇到WOW
- 爆米花電影院
- 超愛美小姐
- 拜託了！女神
- 大老闆聯盟
- 三立嚴選X超過帶貨王

### 卡通
播出中
已停播
- ◇家庭教師里包恩
- ◇通靈王
- ◇麻辣教師吸血鬼（日语：マスターモスキートン'99）
- ◇徽章戰士
- ◇神奇寶貝
- ◇尋找滿月
- ◇章魚燒超人
- ◇忍者亂太郎
- ◇遊戲王
- ◇遊戲王－怪獸之決鬥
- ◇名偵探柯南
- ◇足球風雲
- ◇烈火之炎
- ◇中華一番
- ◇靈異教師神眉
- ◇妙廚老爹
- ◇超激力戰鬥車
- ◇甜心戰士
- ◇慕敏家族
- ◇幽遊白書
- ◇少年偵探 ～推理之絆～
- ◇貓眼三姊妹
- ◇爆走兄弟
- ◇電腦冒險記
- ◇天地無用GXP戰警
- ◇秀逗博士
- ◇凡爾賽玫瑰
- ◇爆走城市
- ◇阿甯咕又闖禍了YA~

### 跨年特別節目製播
- ◇勁爆港都98 三立情（1998年跨年節目）[4]
- 《高雄夢時代跨年晚會》（2008、2009，2011-2013）
- 《2014新北市歡樂耶誕城》
- 《2016臺北最HIGH新年城》(2015/12/31)
- 《2017臺北最HIGH新年城》(2016/12/31)
- 《2018臺北最HIGH新年城》(2017/12/31)
- 《麗寶樂園2019花現台中跨年晚會》(2018/12/31)
- 《Shing!嗨完台中2020跨年狂歡夜-后里場》(2019/12/31)
- 《犇向幸福!2021台中跨年狂歡夜水湳場》(2020/12/31)
- 《2022虎彩繽紛台中跨年演唱會水湳場》(2021/12/31)
- 《2023閃耀台中跨年夜水湳場》(2022/12/31)
- 《2024幸福龍來台中跨年夜水湳場》(2023/12/31)

### 頒獎典禮
- 金曲獎頒獎典禮
  - 第24屆金曲獎頒獎典禮

- 金鐘獎頒獎典禮
  - 第51屆金鐘獎頒獎典禮
  - 第52屆金鐘獎頒獎典禮
  - 第53屆金鐘獎頒獎典禮
  - 第54屆金鐘獎頒獎典禮
  - 第55屆金鐘獎頒獎典禮
  - 第56屆金鐘獎頒獎典禮
  - 第57屆金鐘獎頒獎典禮
  - 第58屆金鐘獎頒獎典禮
  - 第59屆金鐘獎頒獎典禮

- 台北電影獎頒獎典禮
  - 第15屆台北電影獎頒獎典禮
  - 第16屆台北電影獎頒獎典禮
  - 第17屆台北電影獎頒獎典禮

- 華劇大賞頒獎典禮
  - 2012華劇大賞頒獎典禮
  - 2013華劇大賞頒獎典禮
  - 2014華劇大賞頒獎典禮
  - 2015華劇大賞頒獎典禮
  - 2016華劇大賞頒獎典禮

- 金音創作獎頒獎典禮
  - 第5屆金音創作獎頒獎典禮
  - 第9屆金音創作獎頒獎典禮

- Hito流行音樂獎
  - 2022Hito流行音樂獎
  - 2024Hito流行音樂獎

## 外部連結
- 三立電視官方網站（页面存档备份，存于）（繁體中文）
- 三立都會台第一代標誌（页面存档备份，存于）
- YouTube上的三立電視頻道